# Anaulacomera hirsuta
Anaulacomera hirsuta är en insektsart som beskrevs av Morgan Hebard 1927. Anaulacomera hirsuta ingår i släktet Anaulacomera och familjen vårtbitare. Inga underarter finns listade i Catalogue of Life.